# Шах-Темур
Шах-Темур (*д/н — 1358) — хан Західного Чагатайського улусу в 1358 році.

## Життєпис
Походив з династії Чингізидів. Належав до нащадків хана Чагатая, проте кого саме — невідомо. У 1358 році новий емір (фактичний правитель улусу) Абдуллах з особистих причин повалив хана Баян-Кулі, замість якого поставив номінальним правителем Шах-Темура. Відомо лише декілька монет (срібних динарів поганої якості) з вибитим його ім'ям.
Номінальне правління Шах-темура тривало менше року, оскільки частина монгольської знаті повстала проти еміра Абдуллаха, якого було переможено, повалено та страчено. Водночас позбавлено влади і життя Шах-Темура. Цим протистоянням скористався Туглуг-Тимур, хан Могулістану, який захопив Західний Чагатайський улус.